# Kupfriger Rindenschnellkäfer
Der Kupfrige Rindenschnellkäfer (Ctenicera cuprea) ist eine Art der zu den Käfern gehörenden Schnellkäfer und von Europa bis Sibirien verbreitet, wo er vor allem in Mittelgebirgs- und Gebirgslagen zu finden ist.

## Merkmale
Die Körperlänge der schlanken und langgestreckten Art beträgt 11–16,5 mm. Die farblich sehr variable Art erscheint grünlich, violett, grünbronzen und blau, dabei stets kupfrig glänzend, teils sind die Flügeldecken aber auch leicht zweifarbig (die vordere Hälfte dabei etwas gelblich und die hintere kupfrig bis grünlich-violett). Das Pronotum ist fein punktiert mit lang gespitzten Hinterwinkeln. Männchen und Weibchen unterscheiden sich durch die Fühler, die bei den Männchen gekämmt und bei den Weibchen gesägt sind. Die ausgewachsene Larve erreicht eine Länge von 25 mm. Das 3. Fühlerglied der Männchen besitzt keinen lamellenförmigen Fortsatz, es ist nur in einem langen, spitzen Winkel verlängert. Die Lamelle der mittleren Fühlerglieder ist nicht oder nur wenig länger als die Glieder selbst.

### Ähnliche Arten
Ähnliche Arten sind beispielsweise Ctenicera pectinicornis, Ctenicera virens, Ctenicera heyeri und Selatosomus aeneus. Bei anderen Arten der Gattung ist das 3. Fühlerglied der Männchen in eine lange Lamelle ausgezogen und die Lamellen an den mittleren Gliedern sind viel länger als die Glieder selbst, oft doppelt so lang. Bei den Weibchen unterscheidet sich C. virens durch einfarbig gelbe oder gelbbraune Flügeldecken (Elytren), die manchmal einen länglichen grünmetallischen Spitzenfleck aufweisen und eine Größe von mindestens 16,5 mm. C. cuprea-Weibchen sind 12,5–16,5 mm lang und haben meist zweifarbige Flügeldecken, ihre Basis ist mehr oder weniger braungelb und nur seltener einfarbig metallisch, in dem Fall dann nicht sicher von C. pectinicornis zu unterscheiden. Allerdings sind die vorletzten Fühlerglieder weniger abgeflacht und ihr Innenwinkel weniger scharf zugespitzt. Der sehr seltene Ctenicera heyeri hat beim Männchen ein längeres drittes Lamellenglied und beim Weibchen anders geformten Flügelenden. Beim Männchen von Ctenicera pectinicornis fehlt die Lamelle am dritten Fühlerglied und die Weibchen sind anders gefärbt. Die Beine der Art sind schwarz.

## Verbreitung
Das Verbreitungsgebiet der Art reicht von Europa bis Sibirien. Dabei bewohnt die Art zahlreiche voneinander isolierte Teilareale in kalten, also nordischen oder montanen, Gebieten. Im Nordwesten werden die Britischen Inseln besiedelt, wobei die Art im zentralen Süden Irlands und Südosten Englands fehlt. Im Norden und Westen Großbritanniens ist die Art jedoch sehr weit verbreitet. Im Südosten des Verbreitungsgebiets lebt die Art in den Pyrenäen und an wenigen Stellen im Kantabrischen Gebirge. Weiter nordöstlich werden das Zentralmassiv, die Alpen und der Jura besiedelt. Nördlich der Alpen besiedelt die Art zahlreiche Mittelgebirge, wie die Vogesen, den Schwarzwald, die Ardennen, den Hunsrück, den Taunus, das Rothaargebirge, die Schwäbische Alb, den Harz, die Rhön, den Thüringer Wald, das Erzgebirge, das Fichtelgebirge, den Bayerischen Wald und weitere. Gelegentlich ist die Art auch in Norddeutschland außerhalb der Mittelgebirge zu finden. In Nordeuropa gibt es wenige Nachweise aus dem südwestlichen Norwegen, ansonsten ist die Art im nördlichen und östlichen Finnland verbreitet. Östlich von Deutschland und den Alpen ist die Art in den Sudeten, der Hohen Tatra und den Karpaten zu finden, außerdem im Balkangebirge. Im Nordosten des Verbreitungsgebietes wird der Norden Russlands besiedelt, von Finnland und der Gegend um Moskau aus Richtung Osten. Im Osten wird dabei die Region Krasnojarsk erreicht. Darüber hinaus lebt die Art nach Literaturangaben im Kaukasus. In Finnland hat sich die Art seit 1900 Richtung Westen und Südwesten ausgebreitet und mittlerweile auch Schweden erreicht.
Bis auf Schleswig-Holstein, Hamburg, dem Saarland, Berlin und Brandenburg gibt es in allen deutschen Bundesländer bestätigte Vorkommen. Er ist zwar nicht häufig, gilt aber als nicht gefährdet.

## Lebensraum
Der Kupfrige Rindenschnellkäfer ist montan zu finden, in Höhenlagen zwischen 200 und 1900 m, meist jedoch zwischen 500 und 1600 m. Hier besiedelt er vor allem Waldränder und Wiesen. In Großbritannien ist er vor allem in Heiden und Moorheiden zu finden.

## Lebensweise
Die Käfer sitzen meist in niederer Vegetation auf Blütern und Gräsern und kommen stellenweise häufig vor. Das Weibchen legt die Eier gruppenweise in den Boden. Die Larven ernähren sich unterirdisch von Pflanzenwurzeln, die Imagines von Blüten und Blättern. Die Männchen sitzen auffällig auf Grasspitzen und Blüten von Doldenblütlern und Disteln.
Die adulten Käfer werden meist zwischen Mai und Juli gefunden, selten auch noch im August.

## Taxonomie
Die Art wurde 1775 von Johann Christian Fabricius als Elater cuprea erstbeschrieben. Weitere Synonyme lauten Corymbites cupreus (Fabricius, 1775), Corymbites cupreus var. aeruginosus (Fabricius, 1798), Ctenicera aeruginosa und Ctenicera cuprea var. aeruginosa (Fabricius).